# Chordodes siamensis
Chordodes siamensis är en tagelmaskart som beskrevs av Lorenzo Camerano 1903. Chordodes siamensis ingår i släktet Chordodes och familjen Chordodidae. Inga underarter finns listade i Catalogue of Life.